# Новачи
Новачи (рум. Novaci) је варош у округу Горж на југозападу Румуније. Налази се на северу историјске покрајине Олтеније.

## Географија
Новачи се налази у подножју планине Паранг која је део Јужних Карпата, смештен у долини реке Ђилорт, леве притоке реке Жију.
Територија вароши се постире на 169,36 km². На северу се граничи са округом Валча, на југу са општинама Бенђешти-Чокадија и Бумбешти-Пицик, на истоку са општином Баја де Фијер, а на западу са општином Красна.

## Становништво
Према попису из 2021. у вароши Новачи живело је 5.276 становника што је за 155 мање (-2,85%) у односу на попис из 2011. када је било 5.431 становника. Већину становништва чине Румуни.
| Етнички састав према попису из 2021.‍ | Етнички састав према попису из 2021.‍ | Етнички састав према попису из 2021.‍ | Етнички састав према попису из 2021.‍ | Етнички састав према попису из 2021.‍ |
| ------------------------------------ | ------------------------------------ | ------------------------------------ | ------------------------------------ | ------------------------------------ |
|                                      |                                      |                                      |                                      |                                      |
| Румуни                               | Румуни                               |                                      | 4.913                                | 93,12%                               |
| Роми                                 | Роми                                 |                                      | 18                                   | 0,34%                                |
| Остали                               | Остали                               |                                      | 2                                    | 0,04%                                |
| Непознато                            | Непознато                            |                                      | 343                                  | 6,50%                                |

### Насеља
Варош Новачи обухвата, поред самог насеља Новачи, и још четири насеља: Берчешти, Почовалиштеа, Ситешти и Хиришешти.
| Назив        | Румунски назив | Становништво | Становништво |
| Назив        | Румунски назив | 2011.        | 2021.        |
| ------------ | -------------- | ------------ | ------------ |
| Берчешти     |                | 377          | 341          |
| Новачи       |                | 2.697        | 2.855        |
| Почовалиштеа |                | 1.425        | 1.189        |
| Ситешти      |                | 379          | 330          |
| Хиришешти    |                | 553          | 561          |
| Варош Новачи |                | 5.431        | 5.276        |